# Đinh Lan (nhà Lê)
Đinh Lan (tiếng Trung: 丁蘭; ? – 1450) hay Lê Lan (tiếng Trung: 黎蘭) là quan viên, khai quốc công thần nhà Hậu Lê trong lịch sử Việt Nam.

## Thân thế
Đinh Lan quê ở làng Thủy Cối, huyện Thọ Xuân, trấn Thanh Hoa (nay là thị trấn Lam Sơn, huyện Thọ Xuân, tỉnh Thanh Hóa). Đinh Lan cùng họ, cùng quê với anh em Đinh Lễ, Đinh Bồ, Đinh Liệt nhưng chưa rõ quan hệ của ông với ba người. Từ điển Thái Bình lại ghi rằng ông là con trai của Đinh Tông Thỉnh, cha của anh em Đinh Lễ. Ông sau đó đến cậy nhờ Lê Lợi là cậu của anh em Đinh Lễ.
Năm 1416, theo các văn bản được ghi lại, Đinh Lan là một trong những người tham gia hội thề Lũng Nhai. Năm 1418, Lê Lợi khởi nghĩa chống quân Minh, nhưng không rõ vai trò của Đinh Lan trong cuộc khởi nghĩa Lam Sơn.

## Hoạn lộ
Năm 1428, Lê Lợi lên ngôi vua, tức Lê Thái Tổ, lập ra nhà Hậu Lê. Đinh Lan là một trong số những công thần được ban quốc tính. Dưới triều Lê Thái Tông, Lê Lan giữ chức Thiếu úy, đóng quân ở địa phương.
Năm 1437, con trai của Lê Lan là Lê Nhân Lập cùng đám người Nguyễn Thọ Vực họp nhau đánh bạc, trộm cướp trong kinh thành. Vì sợ bị lộ, Nhân Lập cho người đến đến nhà dụ ra để diệt khẩu. Sự việc bị phát giác, bọn Nhân Lập đều bị giam rồi xử chém. Lê Lan bị biếm hai tư (hai năm bổng lộc) vì không biết dạy con.
Năm 1449, thời Lê Nhân Tông, Lê Lan được chuyển từ Thiếu úy Hạ Quốc Oai vệ sang Thiếu úy Tân Bình, Thuận Hóa phủ. Năm sau (1450), Lê Lan qua đời.

## Gia đình
- Lê Nhân Lập (黎仁立), quan đến Tùy thần chính giám, bị xử chém năm 1437.